# Cy Young (animateur)
Pour les articles homonymes, voir Cy Young (homonymie) et Young.
Cy Young (ou parfois Sy Young ; 1900-1964) était un animateur américain d'origine chinoise surtout connu pour son œuvre au sein des studios Disney.

## Biographie
Cy Young est le descendant d'immigrés chinois venus s'installer aux États-Unis.
Sa carrière connue débute en 1931 avec un poste d'animateur en New York. Il est ensuite engagé par le studio Disney et réalise des Silly Symphonies.
En 1935, en raison du projet d'un long métrage d'animation, les studios créent un département d'effet spéciaux d'animation avec à sa tête Cy Young. Il travaille alors sur Blanche-Neige et les Sept Nains (1937). Young participe aussi à Fantasia (1940) et Dumbo (1941).
Sur Bambi (1942), Young est responsable des effets délicats pour le rendu de la forêt et des sous-bois.
En 1941, après la grève des studios Disney, Young quitte Disney et retourne à New York. Il travaille alors pour différents studios.
Il s'est suicidé en 1964.

## Filmographie
- La Fanfare (1935)
- Mickey pompier (1935)
- Blanche-Neige et les Sept Nains (1937)
- Fantasia (1940)
- Dumbo (1941)
- Bambi (1942)